# Heinrich Gustav Magnus
Heinrich Gustav Magnus (1802-1870) là nhà vật lý và nhà hóa học người Đức. Ông được biết đến với hiệu ứng Magnus, rất hay xảy ra trong thể thao. Tại nhà ông, Ernst Wilhelm von Brücke,
Emil Du Bois-Reymond, Hermann von Helmholtz cùng các nhà vật lý khác đã thành lập Physikalische Gesellschaft (tiếng Việt: Hội Vật lý), tiền thân của Deutsche Physikalische Gesellschaft (tiếng Việt: Hội Vật lý Đức). Magnus còn là thành viên của Hội Hoàng gia London.